# 化学稳定性
化學穩定性是指化學系統的熱力學穩定性，特別會用在化合物或聚合物上。
系統處於最低能级，或與其環境化學平衡時，此時的系統即有熱力學穩定性。此穩定性可以是動態平衡，個別的原子或分子會進行化學變化，但其特殊形式的總數守恒。只要系統沒有改變，此化學系統的熱力學平衡可以一直持續。化學系統的改變包括有相的變化，也包括化學反應。
比較狀態A和狀態B，若從狀態A變到狀態B的吉布斯自由能為正，表示狀態A比較具有熱力學穩定性。

## 和反應性的關係
熱力學穩定性是針對特定系統。而化學物質的反應性是指此物質在各化學系統中的反應方式，以及在特定系統中的反應速度。
化學物質或狀態若在最低能量狀態下，可以一直維持其狀態，如果化學物質在準穩態（Metastability）下，也就是在擾動不大的情形下可以穩定的狀態，也可以維持其狀態。若物質（或狀態）的變化相對緩慢（因為不是在熱力學平衡狀態），則可以稱為kinetically persistent。準穩態和kinetically persistent在化學上都不算是真正的穩定。因此，在化學上，化學穩定和非反應性並不是同義詞，兩個分別是熱力學和動力學的概念。

## 在日常應用的化學穩定性
日常用語中，一化學物質若在一般環境及正常使用下沒有明顯的反應性，且在預期可使用的期間內，可以維持其可用的特性。化學物質就是穩定的。特別在有空氣、濕氣或是熱的條件，以及預期的使用條件下，仍維持其可用的特性。這也是材料科學中對穩定的定義。
在上述定義下，若某材料在預期使用條件或正常環件下會腐蝕、分解、聚合、燃燒或爆炸，則該材料就是不穩定的。